# Sesarma fossarum
Sesarma fossarum is een krabbensoort uit de familie van de Sesarmidae. De wetenschappelijke naam van de soort is voor het eerst geldig gepubliceerd in 1997 door Schubart, Reimer, Diesel & Türkay.